# Leśny kościół Zakamień
Zakamień – leśny kościół ewangelicki na południowo-zachodnim stoku Czantorii Wielkiej.
W latach 1654–1709 w wyniku wzmożonych działań kontrreformacyjnych spotykali się na tym miejscu członkowie luterańskiego kościoła i odprawiali nabożeństwa. Pozostał po nich wyryty w skale krzyż, pełniący wtedy funkcję ołtarza.

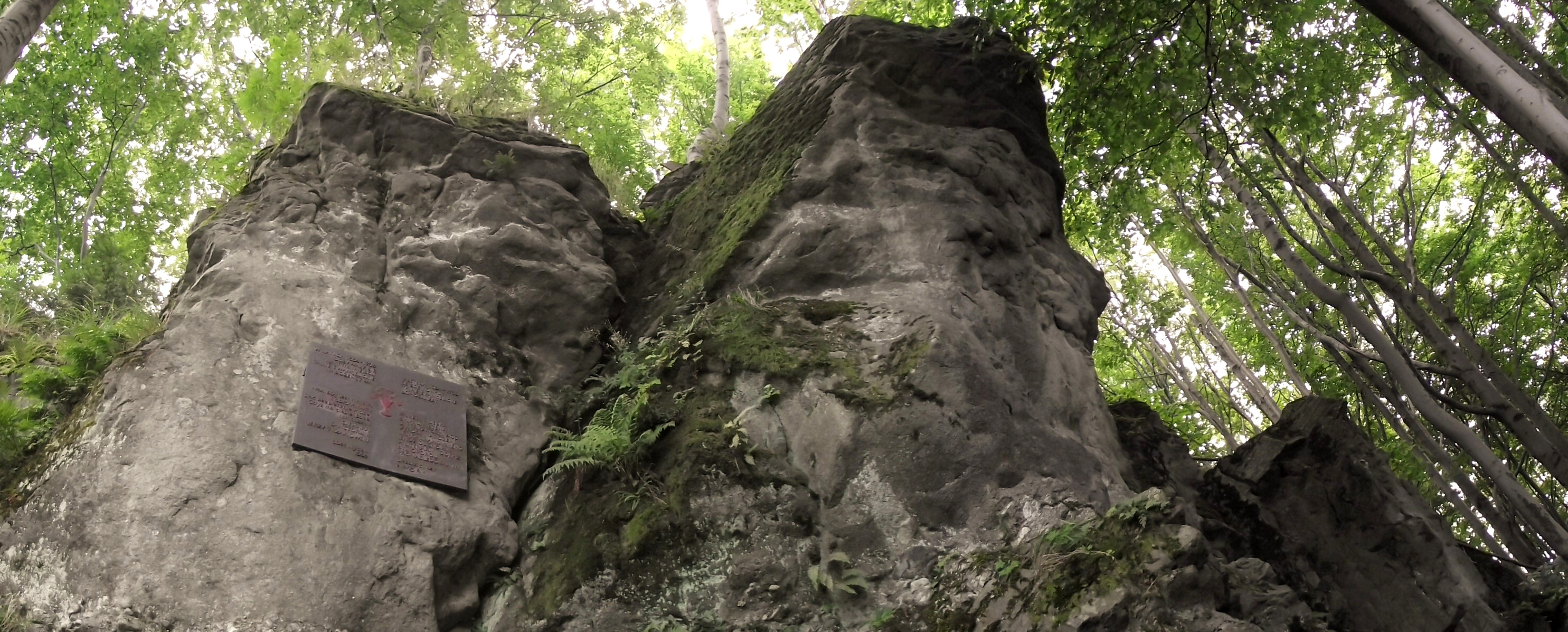
Tablica pamiątkowa na Zakamieniu

## Położenie i nazwa

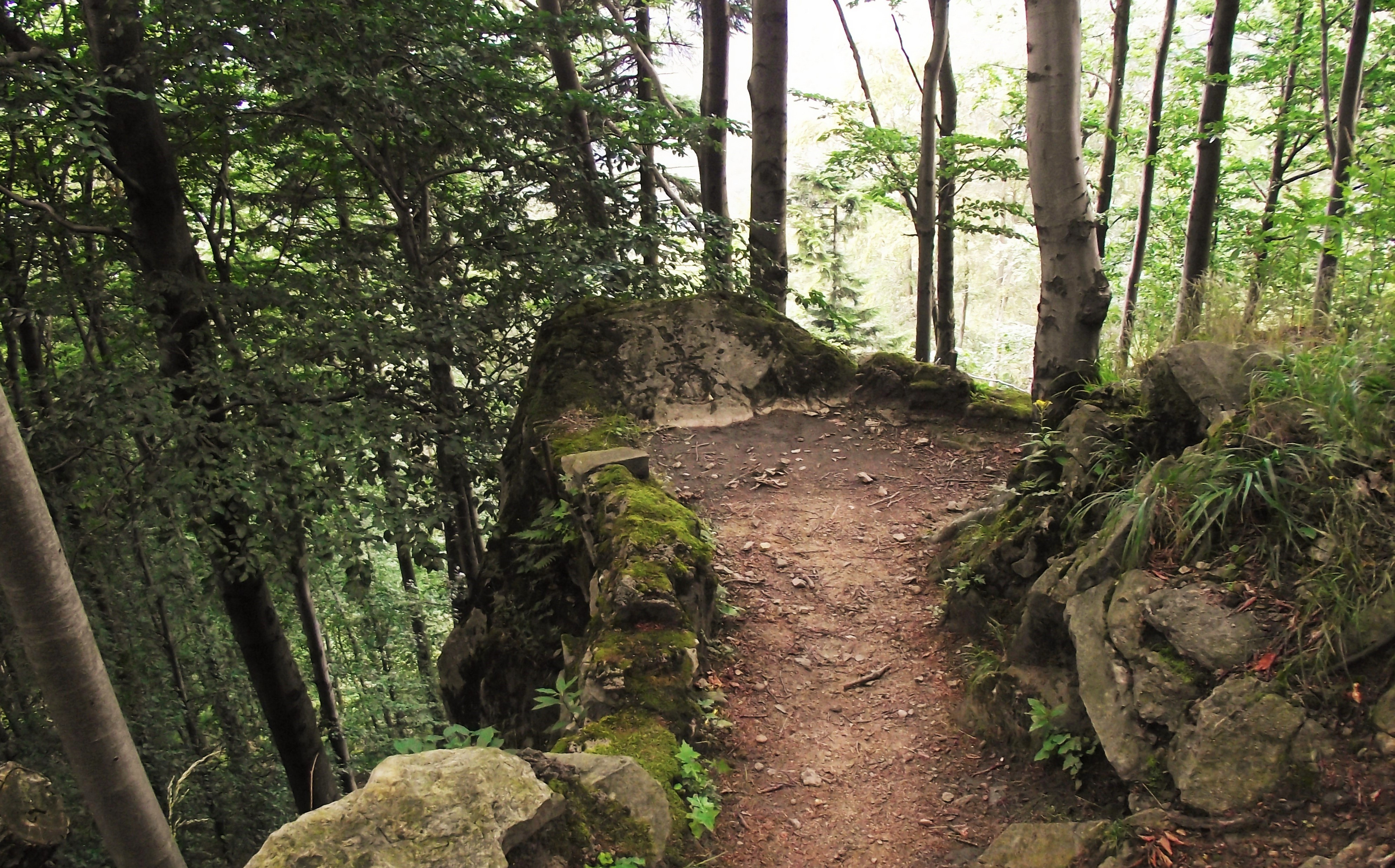
Ścieżka do Zakamienia

Zakamień jest jednym z wielu leśnych kościołów leżących w Beskidach. Znajduje się po południowo-zachodniej stronie Czantorii na wysokości 717 m n.p.m. Można do niego dojść oznaczonymi ścieżkami turystycznymi od schroniska na Czantorii, tzw. ścieżką rycerską z Nydku oraz ze Spowiedziska w Lesznej Górnej. Zakamień znajduje się na połączeniu czerwonego szlaku turystycznego ze szlakiem rycerskim.
Nazwa „Zakamień” pochodzi od słów „za kamieniem”, ponieważ widok na schodzących się w tym miejscu chrześcijan zasłaniała formacja skalna.

## Historia
Zarządzeniem Komisji cesarskiej zostały 21 marca 1654 roku odebrane luteranom wszystkie kościoły, m.in. kościół ewangelicki w Nydku. Z tego powodu spotykano się potajemnie w miejscu, które otrzymało nazwę Zakamień. Były tutaj wygłaszane kazania przez kaznodziei z Węgier, czytane kazania z Postylli chrześcijańskiej Samuela Dambrowskiego oraz śpiewane pieśni religijne z kancjonału Jerzego Trzanowskiego Cithara sanctorum.
Luteranom groziło po przyłapaniu więzienie oraz odebranie dzieci, które reedukowano, a węgierskim kaznodziejom groziły nawet tortury.
W roku 1709 w wyniku ugody altransztadzkiej rozpoczęto budowę ewangelickiego Kościoła Jezusowego w Cieszynie. Zakamień stał się tedy miejscem pamiątkowym, chociaż schodzono się tutaj jeszcze parę lat po dokończeniu budowy cieszyńskiego kościoła.
W 1992 roku została przez przedstawicieli nydeckiej gminy na tym miejscu odsłonięta tablica pamiątkowa z okazji 400. rocznicy urodzin ks. Jerzego Trzanowskiego.

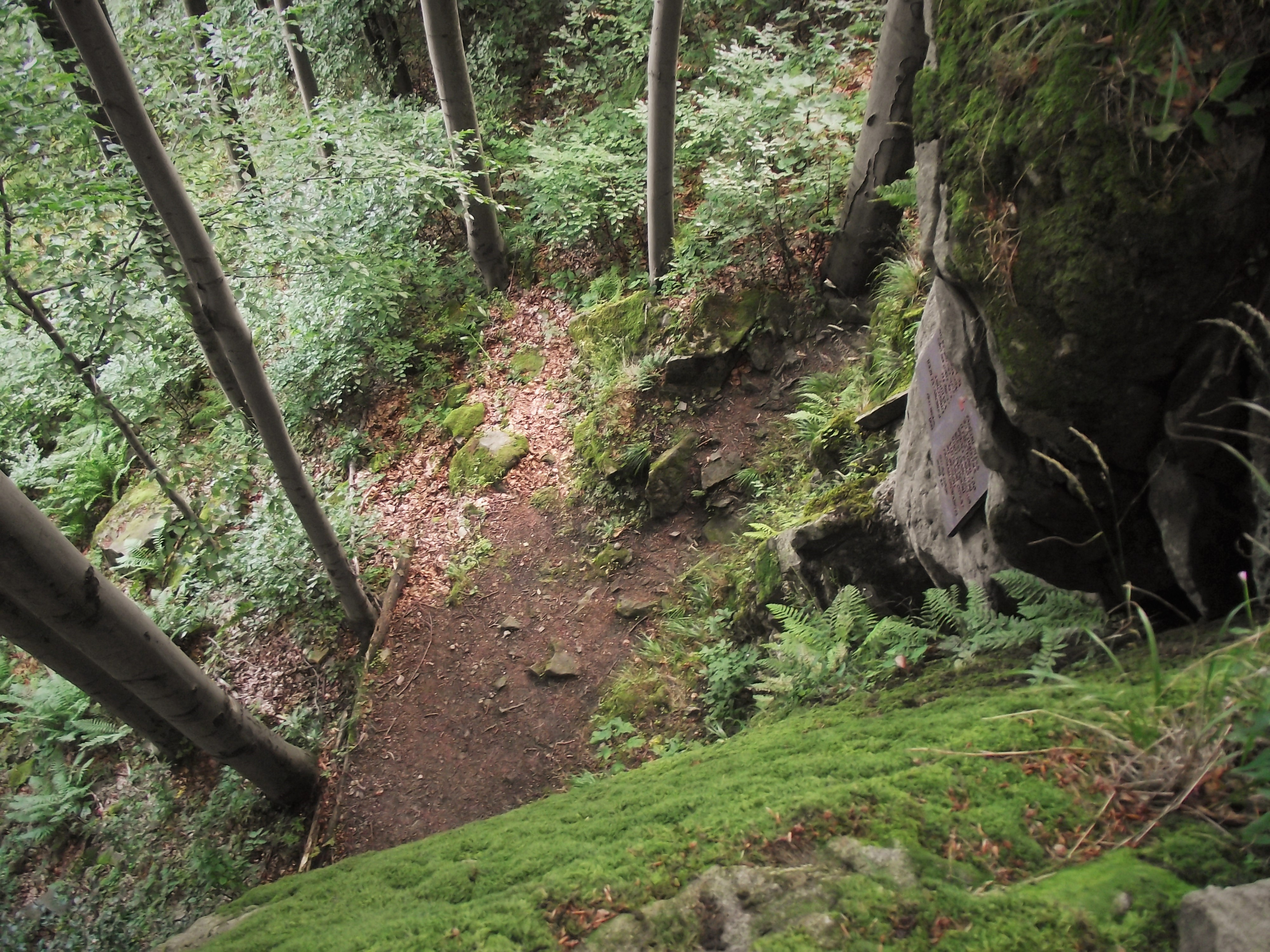
Tablica pamiątkowa, widok z góry

## Zakamień obecnie
Historia związana z tym leśnym kościołem nie została zapomniana. Każdego roku, w maju lub w czerwcu, organizowane są spotkania i uroczystości organizowane przez Śląski Kościół Ewangelicki a.w. w Bystrzycy.